# Produit d'augmentation mammaire
Un produit d'augmentation mammaire est un produit dont la publicité prétend qu'il peut augmenter le volume des seins de façon naturelle.
Les produit d'augmentation mammaire sont souvent présentés comme des moyens naturels pour augmenter la taille des seins, et ce sans risques. 
La popularité de ces produits découle de leur forte promotion auprès des femmes. Des témoignages d'entreprises vantant les effets de ces produits ont été truqués. La sécurité et l'efficacité de ces produits sont inconnues. La clinique Mayo signale que « des produits d'augmentation mammaire ne sont probablement pas efficaces » et ils peuvent interagir de façon néfaste avec d'autres produits ou médicaments.
L'injection à des fins d'augmentation mammaire de silicone liquide et d'acide hyaluronique (Macrolane) ont été respectivement interdits en France en 2000 et 2011.

## Ingrédients courants
- Houblon, contient de la 8-prénylnaringinine[6],[3],[7], le plus puissant phytoestrogène connu
- Fenugrec, contient de la diosgénine (en)[6]
- Avena
- Pueraria mirifica
- Kava, cause des dégâts au foie en raison de son  hépatotoxicité[6]
- Zearalenone, un mycoestrogène (estrogène imitateur de fungus) - c'est aussi une mycotoxine[8] - il stimule le cancer et peut réduire la fertilité[8]